# Vuelta al País Vasco 2011
La 51.ª edición de la Vuelta al País Vasco, que se disputó entre el 4 y el 9 de abril de 2011, estuvo dividida en seis etapas: cinco en ruta y la última en contrarreloj, por un total de 873,5 km. 
La prueba se integró en el UCI WorldTour 2011.
El ganador final fue Andreas Klöden (quien además se hizo con la clasificación de la regularidad), tras ser segundo en la contrarreloj final. Le acompañaron en el podio su compañero de equipo Christopher Horner y Robert Gesink, respectivamente.
En las otras clasificaciones secundarias se impusieron Michael Albasini (montaña), Bram Tankink (metas volantes) y Movistar (equipos).

## Equipos participantes
Tomaron parte en la carrera 20 equipos: los 18 de categoría UCI ProTour (al ser obligada su participación); más 2 equipos españoles de categoría Profesional Continental mediante invitación de la organización (Geox-TMC y Caja Rural). Formando así un pelotón de 158 ciclistas, con 8 corredores cada equipo (excepto el Omega Pharma-Lotto y Vacansoleil-DCM que salieron con 7), de los que acabaron 131. Los equipos participantes fueron:
| Equipo                           | Cód. UCI | Categoría               | Jefe de filas                                |
| -------------------------------- | -------- | ----------------------- | -------------------------------------------- |
| Team RadioShack                  | RSH      | UCI ProTour             | Chris Horner Andreas Klöden                  |
| HTC-Highroad                     | THR      | UCI ProTour             | Tony Martin                                  |
| Rabobank Cycling Team            | RAB      | UCI ProTour             | Óscar Freire Robert Gesink Luis León Sánchez |
| BMC Racing Team                  | BMC      | UCI ProTour             | Martin Kohler                                |
| Sky Procycling                   | SKY      | UCI ProTour             | Michael Rogers                               |
| Lampre-ISD                       | LAM      | UCI ProTour             | Damiano Cunego                               |
| Liquigas-Cannondale              | LIQ      | UCI ProTour             | Ivan Basso                                   |
| Omega Pharma-Lotto               | OLO      | UCI ProTour             | Jurgen Van Den Broeck                        |
| Team Garmin-Cervélo              | GRM      | UCI ProTour             | Christian Vande Velde Ryder Hesjedal         |
| Leopard Trek                     | LEO      | UCI ProTour             | Andy Schleck Fränk Schleck                   |
| Ag2r La Mondiale                 | ALM      | UCI ProTour             | Rinaldo Nocentini                            |
| Euskaltel-Euskadi                | EUS      | UCI ProTour             | Samuel Sánchez                               |
| Katusha Team                     | KAT      | UCI ProTour             | Joaquim Rodríguez                            |
| Movistar Team                    | MOV      | UCI ProTour             | David Arroyo Xavier Tondo Beñat Intxausti    |
| Vacansoleil-DCM Pro Cycling Team | VAC      | UCI ProTour             | Matteo Carrara                               |
| Pro Team Astana                  | AST      | UCI ProTour             | Alexandre Vinokourov                         |
| Saxo Bank Sungard                | SBS      | UCI ProTour             | Richie Porte                                 |
| QuickStep Cycling Team           | QST      | UCI ProTour             | Jérôme Pineau                                |
| Geox-TMC                         | FOT      | Profesional Continental | Fabio Duarte                                 |
| Caja Rural                       | CJR      | Profesional Continental | Íñigo Cuesta                                 |

## Etapas

### Etapa 1 - 4 de abril de 2011:Zumárraga-Zumárraga, 149,5 km

#### Resumen
La escapada de la jornada estuvo compuesta por tres corredores: Mathieu Perget, Ivan Rovny y Bram Tankink. Dicho trío llegó a contar con una renta de cinco minutos sobre el pelotón, pero la aparición en cabeza del grupo principal de equipos como el Leopard-Trek de los hermanos Schleck hizo que dicha ventaja cayera progresivamente hasta ser alcanzados en torno a Gabiria, la penúltima subida del día.
En la última cota de la jornada, el corto y duro repecho de La Antigua, Chris Horner atacó y provocó un corte en el pelotón. Junto a él coronaron la ermita Joaquim Rodríguez y Samuel Sánchez, a quienes se unió en la bajada Andreas Klöden. Tras el corto descenso a Zumárraga esos cuatro hombres se disputaron la victoria de etapa y el primer maillot de líder, que correspondió a Joaquim Rodríguez tras imponerse en un apretado sprint a Samuel Sánchez y los dos ciclistas del RadioShack.
Por detrás de ese cuarteto de cabeza entró a meta un segundo grupo a 6", en el que se encontraban corredores como Ryder Hesjedal, Damiano Cunego, Robert Gesink, Danilo Di Luca y Xavier Tondo, con Beñat Intxausti tres segundos por detrás. Más retrasado, a 18" del ganador, llegó un tercer grupo compuesto de corredores como los hermanos Andy y Frank Schleck, Ivan Basso y Luis León Sánchez. Tras la etapa quedó prácticamente descartado para el triunfo final uno de los favoritos, Tony Martin, tras perder casi diez minutos (9'55").

#### Clasificaciones
|   | Ciclista          | Equipo            | Tiempo     |
| - | ----------------- | ----------------- | ---------- |
| 1 | Joaquim Rodríguez | Katusha           | 4h 02' 42" |
| 2 | Samuel Sánchez    | Euskaltel-Euskadi | m. t.      |
| 3 | Andreas Klöden    | RadioShack        | m. t.      |
| 4 | Chris Horner      | RadioShack        | + 1"       |
| 5 | Ryder Hesjedal    | Garmin-Cervélo    | + 6"       |

|   | Ciclista          | Equipo            | Tiempo     |
| - | ----------------- | ----------------- | ---------- |
| 1 | Joaquim Rodríguez | Katusha           | 4h 02' 42" |
| 2 | Samuel Sánchez    | Euskaltel-Euskadi | m. t.      |
| 3 | Andreas Klöden    | RadioShack        | m. t.      |
| 4 | Chris Horner      | RadioShack        | + 1"       |
| 5 | Ryder Hesjedal    | Garmin-Cervélo    | + 6"       |

### Etapa 2 - 5 de abril de 2011:Zumárraga-Lecumberri, 167 km

#### Resumen
La escapada de la jornada estuvo compuesta por cuatro hombres: Dario Cataldo, Maxim Iglinskiy, Amaël Moinard y Rafael Valls. La fuga, que fue neutralizada a unos 30 kilómetros de meta, sirvió a Iglinsky para convertirse en el nuevo líder de la clasificación de la montaña.
La aproximación al último puerto de la jornada, Azpiroz, estuvo dirigida por un Garmin-Cervélo que impuso un elevado ritmo en pelotón. La ascensión estuvo protagonizada por diversos ataques que fracturaron el pelotón; entre ellos destacaron los movimientos de Fabio Duarte primero y de Fränk Schleck y Chris Horner después. Sin embargo, ninguno de ellos logró hacerse con una distancia suficiente, por lo que al paso por la cima (a 3 km de meta) se encontraba en cabeza de carrera un nutrido grupo en el que estaban prácticamente todos los favoritos a luchar por la general. En la composición de ese grupo destacaba la presencia de hasta cinco corredores del Movistar.
En la bajada intentó fugarse Alexander Vinokourov, tomando unos metros de ventaja respecto al resto junto a Andy Schleck y Vasil Kiryienka. El ciclista del Movistar Kiryienka, afincado en Navarra desde su pertenencia a la estructura dirigida por Eusebio Unzué, atacó y se marchó en solitario a falta de dos kilómetros, cuando se acercaba ya a las calles de Lecumberri. El bielorruso mantuvo su renta y llegó en solitario a la línea de meta, con tiempo para celebrar su victoria.
A dos segundos llegó el grupo de favoritos, encabezado por un Andreas Klöden que con esa segunda posición y gracias al puestómetro se convirtió en el nuevo líder de la ronda vasca, aunque con el mismo tiempo en la general que Joaquim Rodríguez y Samuel Sánchez, segundo y tercero respectivamente.

#### Clasificaciones
|   | Ciclista             | Equipo            | Tiempo     |
| - | -------------------- | ----------------- | ---------- |
| 1 | Vasil Kiryienka      | Movistar          | 4h 06' 39" |
| 2 | Andreas Klöden       | RadioShack        | + 2"       |
| 3 | Andy Schleck         | Leopard-Trek      | m.t.       |
| 4 | Chris Anker Sørensen | Saxo Bank Sungard | m.t.       |
| 5 | Chris Horner         | RadioShack        | m.t.       |

|   | Ciclista          | Equipo            | Tiempo     |
| - | ----------------- | ----------------- | ---------- |
| 1 | Andreas Klöden    | RadioShack        | 8h 09' 23" |
| 2 | Joaquim Rodríguez | Katusha           | m.t.       |
| 3 | Samuel Sánchez    | Euskaltel-Euskadi | m.t.       |
| 4 | Chris Horner      | RadioShack        | + 1"       |
| 5 | Ryder Hesjedal    | Garmin-Cervélo    | + 6"       |

### Etapa 3 - 6 de abril de 2011:Villatuerta-Zuya-Murguía, 177 km

#### Resumen
En el transcurso de la etapa más larga y una de las más llanas de la ronda vasca junto a la penúltima (con final en Zalla) se retiraron varios ciclistas, incluidos Ivan Basso y Danilo Di Luca.
Tras algunos intentos previos se formó una fuga compuesta por siete corredores: Francesco Bellotti, Juanma Gárate, Tony Martin, Egoi Martínez, Amaël Moinard, Przemysław Niemiec y Jérôme Pineau. Dicho grupo llegó a tener una ventaja superior a los dos minutos, pero posteriormente se fragmentó y quedó en cabeza de carrera un trío formado por Bellotti, Pineau y Moinard; este último, en su segunda etapa como escapado, logró los puntos necesarios para pasar a liderar la clasificación de la montaña.
En el pelotón se pusieron a trabajar los equipos de los velocistas, Rabobank para Óscar Freire y Lampre-ISD para Francesco Gavazzi. En la subida a Altube, de segunda categoría y último puerto puntuable de la jornada, se produjeron en el pelotón diversos ataques al tiempo que alcanzaban a los tres supervivientes de la fuga. Los primeros intentos estuvieron protagonizados por Sergey Renev, Martin Kohler y Marco Pinotti. Sin embargo, fue el terceto formado por Tejay van Garderen, Aleksandr Kolobnev y Kevin Seeldraeyers el que logró hacerse con unos metros de ventaja y coronar el puerto con 9" sobre el pelotón.
En los 11 kilómetros restantes había una pequeña ascensión no puntuable (de 1,4 km) al Santuario de Oro y la consiguiente bajada. En la subida al santuario quedó en solitario Kolobnev, al que se unieron procedentes del pelotón Fabio Duarte y Ryder Hesjedal. Sin embargo, todos ellos fueron alcanzados por el pelotón poco después. En el pequeño descenso Alexandre Vinokourov sorprendió al grupo y se marchó en solitario, ampliando de hecho su renta a medida que se acercaba al casco urbano de Murguía. Tras pasar la pancarta del último kilómetro con 12" sobre el pelotón, pudo disfrutar de su victoria de etapa cuando cruzaba la línea de meta.
El grupo principal, donde se encontraban todos los favoritos, llegó a 8" encabezado por Freire. Debido al puestómetro se produjo un nuevo cambio de líder, volviendo a hacerse con el maillot amarillo Joaquim Rodríguez, aunque con el mismo tiempo que Andreas Klöden y Samuel Sánchez, en vísperas de la etapa reina con final en Arrate.

#### Clasificaciones
|   | Ciclista             | Equipo           | Tiempo     |
| - | -------------------- | ---------------- | ---------- |
| 1 | Alexandre Vinokourov | Astana           | 4h 20' 38" |
| 2 | Óscar Freire         | Rabobank         | + 8"       |
| 3 | Paul Martens         | Rabobank         | m.t.       |
| 4 | Pim Ligthart         | Vacansoleil-DCM  | m.t.       |
| 5 | Mikael Cherel        | Ag2r La Mondiale | m.t.       |

|   | Ciclista          | Equipo            | Tiempo      |
| - | ----------------- | ----------------- | ----------- |
| 1 | Joaquim Rodríguez | Katusha           | 12h 30' 09" |
| 2 | Andreas Klöden    | RadioShack        | m.t.        |
| 3 | Samuel Sánchez    | Euskaltel-Euskadi | m.t.        |
| 4 | Chris Horner      | RadioShack        | + 1"        |
| 5 | Ryder Hesjedal    | Garmin-Cervélo    | + 6"        |

### Etapa 4 - 7 de abril de 2011:Amurrio-Éibar(Arrate), 177 km

#### Resumen
Antes de la salida se conoció la llegada a la carrera de Johan Bruyneel, máximo responsable del RadioShack, para seguir a sus corredores en las tres últimas etapas, incluidas la etapa reina de ese día y la contrarreloj final.
La fuga de la jornada estuvo integrada por tres corredores: Michael Albasini, Maxim Belkov y Julián Sánchez Pimienta. Los escapados llegaron a contar con una renta máxima de 12'30", pero el trabajo de Katusha y Euskaltel-Euskadi en cabeza del pelotón hizo que esa diferencia fuera bajando progresivamente.
En la primera subida a Arrate (Ixua) no se produjeron grandes movimientos en el grupo principal. Un ataque de Amets Txurruka al que se sumaron David Arroyo, Giampaolo Caruso y Tony Martin se hizo con unos metros de ventaja, pero el RadioShack tomó el mando del pelotón y los cuatro fueron neutralizados poco después. De esa forma, un numeroso grupo con los ciclistas de la formación estadounidense al frente coronó Ixua a tres minutos del terceto de fugados.
En el alto de San Miguel se puso a tirar del pelotón Euskaltel-Euskadi, y en el terreno posterior de aproximación a Arrate por Elgóibar y Éibar le tomó el relevo el Leopard-Trek. Los escapados, con menos de un minuto de ventaja, serían neutralizados poco después, aunque la aventura sirvió a Albasini para acumular los puntos suficientes para situarse al frente de la clasificación de la montaña.
En la segunda y última subida a Arrate (Usartza) el primero en intentarlo fue Fabio Duarte, por tercera etapa consecutiva, aunque de nuevo sin éxito. Poco después saltaron Fränk Schleck y Xavier Tondo, que pronto se hicieron con una renta de unos 15". Tondo, el mejor situado en la general de los dos (a 6" del primero, lo que le convertía en líder virtual de la prueba), se fue en solitario y aumentó hasta los 20" su renta sobre el grupo en el que iban el resto de favoritos. Chris Horner se puso a tirar de dicho grupo en favor de su compañero Andreas Klöden, reduciendo la ventaja de Tondo a la mitad.
En el falso llano y leve descenso restante desde la cima de Usartza hasta la meta situada en el Santuario de Arrate el grupo siguió acercándose a Tondo. En ese tramo saltaron Andy Schleck y Alexander Vinokourov en busca de la victoria de etapa; poco después haría lo propio Samuel Sánchez, quien tras entrar en cabeza en la sucesión final de curvas izquierda-derecha cruzó la línea de meta en primera posición, logrando la victoria en Arrate por segundo año consecutivo.
A pesar de tratarse de la etapa reina la jornada concluyó sin cambios en la clasificación general, después de que todos los favoritos entraran en el mismo grupo. Joaquim Rodríguez siguió así al frente de la clasificación general, siendo la primera vez en esa edición en la que no había cambio de líder al término de la jornada.

#### Clasificaciones
|   | Ciclista             | Equipo            | Tiempo     |
| - | -------------------- | ----------------- | ---------- |
| 1 | Samuel Sánchez       | Euskaltel-Euskadi | 4h 42' 34" |
| 2 | Andreas Klöden       | RadioShack        | m.t.       |
| 3 | Alexandre Vinokourov | Astana            | m.t.       |
| 4 | Joaquim Rodríguez    | Katusha           | m.t.       |
| 5 | Ryder Hesjedal       | Garmin-Cervélo    | m.t.       |

|   | Ciclista          | Equipo            | Tiempo      |
| - | ----------------- | ----------------- | ----------- |
| 1 | Joaquim Rodríguez | Katusha           | 17h 12' 43" |
| 2 | Andreas Klöden    | RadioShack        | m.t.        |
| 3 | Samuel Sánchez    | Euskaltel-Euskadi | m.t.        |
| 4 | Chris Horner      | RadioShack        | + 1"        |
| 5 | Ryder Hesjedal    | Garmin-Cervélo    | + 6"        |

### Etapa 5 - 8 de abril de 2011:Éibar-Zalla, 179 km

#### Resumen
Antes del inicio de esta penúltima etapa, última en línea, se conoció que Damiano Cunego no tomaría la salida.
Al inicio de la jornada se sucedieron los intentos de fuga. En la subida a Urkiola se conformó un grupo de escapados del que saldría finalmente un trío formado por el líder de la montaña Michael Albasini (quien ya había estado fugado poco antes, y que consolidaría así su maillot de la montaña en la última etapa en la que se repartían puntos para dicha clasificación) y dos ciclistas del QuickStep, Dario Cataldo y Kevin Seeldrayers. Esos tres hombres llegaron a contar con una ventaja en torno a los dos minutos, que fue menguando progresivamente a medida que los hombres del Rabobank se pusieron en los primeros puestos del pelotón en busca de un desenlace al sprint favorable para los intereses de su velocista Óscar Freire. Tras fraccionarse el grupo cabecero en el repecho de Avellaneda, el pelotón alcanzó al último de ellos en las primeras rampas del alto de Beci, última cota puntuable de la ronda vasca. 
La ascensión a Beci estuvo marcada por la formación de un nuevo trío cabecero formado por David López, Jelle Vanendert y Wouter Poels; el mejor situado en la general era López, a escasos 6" del líder. Tras coronar Beci, situado a 12 km de meta, llegaron a contar con 14" de ventaja sobre el pelotón; el RadioShack se situó al frente y neutralizó la fuga. A 3 km de meta atacó Marco Pinotti, ganador dos años antes sobre el mismo recorrido, tomándole posteriormente el relevo Steve Cummings; ambos intentos fueron abortados por Robert Gesink, compañero de equipo de Freire.
En el último kilómetro intentaron sorprender al grupo Gorka Verdugo y Aleksandr Kolobnev, ambos sin éxito, quedando la victoria de etapa a expensas del sprint entre Óscar Freire y Francesco Gavazzi. Luis León Sánchez, último lanzador del Rabobank, apartó con la mano a Kolobnev en la lucha por llevar a su jefe de filas a la cabeza del pelotón, y posteriormente cerró involuntariamente a Freire (que iba a su rueda) contra las vallas, obligando a este a dejar de dar pedales por un instante; tras darse cuenta de ello, el murciano trató de enmendar su error dándole un empujón, impulsándolo así en el sprint. Aunque Freire cruzó la meta de Zalla en primer lugar, la victoria correspondió a Gavazzi después de que tanto Freire como Luis León Sánchez fueran descalificados por los jueces tras analizar las imágenes captadas por el helicóptero y las cámaras de meta.
Freire calificó como "una vergüenza" la decisión de los jueces. La clasificación general no experimentó cambios y Joaquim Rodríguez continuó con el maillot amarillo de líder, a la espera de la decisiva contrarreloj final del día siguiente.

#### Clasificaciones
|   | Ciclista           | Equipo           | Tiempo     |
| - | ------------------ | ---------------- | ---------- |
| 1 | Francesco Gavazzi  | Lampre-ISD       | 4h 27' 03" |
| 2 | Kristof Vandewalle | QuickStep        | m.t.       |
| 3 | John Gadret        | Ag2r La Mondiale | m.t.       |
| 4 | Pim Lightart       | Vacansoleil-DCM  | m.t.       |
| 5 | Egoitz García      | Caja Rural       | m.t.       |

|   | Ciclista          | Equipo            | Tiempo      |
| - | ----------------- | ----------------- | ----------- |
| 1 | Joaquim Rodríguez | Katusha           | 21h 39' 46" |
| 2 | Andreas Klöden    | RadioShack        | m.t.        |
| 3 | Samuel Sánchez    | Euskaltel-Euskadi | m.t.        |
| 4 | Chris Horner      | RadioShack        | + 1"        |
| 5 | Ryder Hesjedal    | Garmin-Cervélo    | + 6"        |

### Etapa 6 - 9 de abril de 2011:Zalla-Zalla(CRI), 24 km

#### Resumen
La última etapa consistía en una contrarreloj de 24 km con idéntico recorrido que en las ediciones de 2006 y 2009, así como de los últimos kilómetros de la jornada anterior. Con salida y llegada en Zalla, el trazado de la crono incluía el repecho de Avellaneda y el puerto de Beci (en cuya cima se situaba el punto intermedio de toma de tiempos), con una segunda parte más favorable pese al paso por La Herrera. Con los principales favoritos al triunfo final distanciados en unos pocos segundos en la general tras las cinco jornadas en línea, la etapa se presentaba decisiva para decidir los puestos de honor, incluido el ganador y sus acompañantes en el podio.
El tiempo de referencia lo marcó Tony Martin, quien completó la prueba en 32'16", siendo el mejor de los especialistas contra el crono que ya descartados de la lucha por la general aspiraban a lograr la victoria de etapa. El alemán superó así a otros en una situación parecida a la suya como Marco Pinotti o Michael Rogers. Su tiempo no sería superado por ninguno de los aspirantes a la general, con lo que Martin se hizo con la victoria de etapa.
En la lucha por la general, Andreas Klöden confirmó su papel de favorito y se hizo con el maillot amarillo de ganador de la ronda vasca, además de llevarse también el maillot blanco de la regularidad. El germano, segundo en la etapa tras haber marcado el primer tiempo en el punto intermedio de Beci, logró así su segunda Vuelta al País Vasco, tras la lograda en 2000. Le acompañaron en el podio final, ambos a 47", su compañero de equipo Chris Horner (ganador el año anterior, y que con su segundo puesto lograba el doblete para RadioShack) y Robert Gesink (con el mismo tiempo que Horner, tercero por el puestómetro).
Finalmente el ganador por equipos Movistar no pudo meter a ninguno de sus ciclistas en el podio de la general, a pesar de que cuatro de sus corredores terminaron entre los diez primeros, incluyendo Beñat Intxausti y Xavier Tondo, cuarto y quinto respectivamente. Samuel Sánchez descendió hasta el sexto puesto final, mientras que el hasta entonces líder Joaquim Rodríguez cayó hasta la undécima posición.

#### Clasificaciones
|   | Ciclista        | Equipo            | Tiempo  |
| - | --------------- | ----------------- | ------- |
| 1 | Tony Martin     | HTC-Highroad      | 32' 16" |
| 2 | Andreas Klöden  | RadioShack        | + 9"    |
| 3 | Marco Pinotti   | HTC-Highroad      | + 24"   |
| 4 | Jakob Fuglsang  | Saxo Bank Sungard | + 29"   |
| 5 | Andrew Talansky | Garmin-Cervélo    | + 42"   |

|   | Ciclista        | Equipo     | Tiempo      |
| - | --------------- | ---------- | ----------- |
| 1 | Andreas Klöden  | RadioShack | 22h 12' 11" |
| 2 | Chris Horner    | RadioShack | + 47"       |
| 3 | Robert Gesink   | Rabobank   | m.t.        |
| 4 | Beñat Intxausti | Movistar   | + 1' 03"    |
| 5 | Xavier Tondo    | Movistar   | m.t.        |

## Clasificaciones finales

### Clasificación general
| Posición | Ciclista             | Equipo            | Tiempo      |
| -------- | -------------------- | ----------------- | ----------- |
|          | Andreas Klöden       | RadioShack        | 22h 12' 11" |
| 2        | Chris Horner         | RadioShack        | + 47"       |
| 3        | Robert Gesink        | Rabobank          | m.t.        |
| 4        | Beñat Intxausti      | Movistar          | + 1' 03"    |
| 5        | Xavier Tondo         | Movistar          | m.t.        |
| 6        | Samuel Sánchez       | Euskaltel-Euskadi | + 1' 08"    |
| 7        | David López          | Movistar          | + 1' 28″    |
| 8        | Alexandre Vinokourov | Astana            | + 1' 41″    |
| 9        | Ryder Hesjedal       | Garmin-Cervélo    | + 1' 49″    |
| 10       | Vasil Kiryienka      | Movistar          | + 1' 54″    |

### Clasificación de la montaña
| Posición | Ciclista                | Equipo       | Puntos |
| -------- | ----------------------- | ------------ | ------ |
|          | Michael Albasini        | HTC-Highroad | 58     |
| 2        | Amaël Moinard           | BMC Racing   | 30     |
| 3        | Julián Sánchez Pimienta | Caja Rural   | 24     |
| 4        | Maxim Iglinskiy         | Astana       | 21     |
| 5        | Dario Cataldo           | QuickStep    | 19     |

### Clasificación de la regularidad
| Posición | Ciclista             | Equipo            | Puntos |
| -------- | -------------------- | ----------------- | ------ |
|          | Andreas Klöden       | RadioShack        | 78     |
| 2        | Samuel Sánchez       | Euskaltel-Euskadi | 59     |
| 3        | Chris Horner         | RadioShack        | 57     |
| 4        | Joaquim Rodríguez    | Katusha           | 56     |
| 5        | Alexandre Vinokourov | Astana            | 44     |

### Clasificación de las metas volantes
| Posición | Ciclista          | Equipo          | Puntos |
| -------- | ----------------- | --------------- | ------ |
|          | Bram Tankink      | Rabobank        | 13     |
| 2        | Maxim Belkov      | Vacansoleil-DCM | 9      |
| 3        | Amaël Moinard     | BMC Racing      | 9      |
| 4        | Michael Albasini  | HTC-Highroad    | 9      |
| 5        | Kevin Seeldrayers | QuickStep       | 8      |

### Clasificación por equipos
| Posición | Equipo            | Tiempo      |
| -------- | ----------------- | ----------- |
|          | Movistar          | 66h 39' 34" |
| 2        | RadioShack        | + 5' 24"    |
| 3        | Rabobank          | + 6' 18"    |
| 4        | Leopard-Trek      | + 6' 36"    |
| 5        | Euskaltel-Euskadi | + 8' 11"    |

## Evolución de las clasificaciones
| Etapa (Vencedor)                | Clasificación general | Clasificación de la montaña | Clasificación de la regularidad | Clasificación de las metas volantes | Clasificación por equipos |
| ------------------------------- | --------------------- | --------------------------- | ------------------------------- | ----------------------------------- | ------------------------- |
| 1ª etapa (Joaquim Rodríguez)    | Joaquim Rodríguez     | Mathieu Perget              | Joaquim Rodríguez               | Bram Tankink                        | Movistar                  |
| 2ª etapa (Vasil Kiryienka)      | Andreas Klöden        | Maxim Iglinskiy             | Andreas Klöden                  | Bram Tankink                        | Movistar                  |
| 3ª etapa (Alexandre Vinokourov) | Joaquim Rodríguez     | Amaël Moinard               | Joaquim Rodríguez               | Bram Tankink                        | Movistar                  |
| 4ª etapa (Samuel Sánchez)       | Joaquim Rodríguez     | Michael Albasini            | Andreas Klöden                  | Bram Tankink                        | Movistar                  |
| 5ª etapa (Francesco Gavazzi)    | Joaquim Rodríguez     | Michael Albasini            | Andreas Klöden                  | Bram Tankink                        | Movistar                  |
| 6ª etapa (CRI) (Tony Martin)    | Andreas Klöden        | Michael Albasini            | Andreas Klöden                  | Bram Tankink                        | Movistar                  |
| Final                           | Andreas Klöden        | Michael Albasini            | Andreas Klöden                  | Bram Tankink                        | Movistar                  |

## Cobertura televisiva
La retransmisión televisiva de la carrera corrió a cargo de ETB, la televisión pública vasca, que emitió todas las etapas en directo a través de ETB 1 y ETB Sat. Además de las motos y las cámaras fijas de meta, en todas las etapas excepto en la 1ª se contó también con un helicóptero para obtener imágenes aéreas. El narrador de las retransmisiones fue Fermin Aramendi, máximo responsable de ciclismo en dicha cadena, secundado en los comentarios por el exciclista y presentador de informativos Xabier Usabiaga. El periodista Alfonso Arroio seguía in situ la carrera desde una moto, entrevistando a los directores deportivos que iban en los coches y dando referencias de tiempos y dorsales, además de entrevistar a los ciclistas más destacados al término de cada etapa.
La señal televisiva de la carrera fue facilitada asimismo a otras cadenas:
- Teledeporte (canal deportivo de TVE) (en diferido)
- Eurosport (Europa)
- Universal Sports TV (Norteamérica)
- RAI Sport 2 (Italia)
- Sport+ (Francia y satélites en Europa)
- Forta (televisiones autonómicas de España)